# Sabine Baum
Pour les articles homonymes, voir Baum.
Sabine Baum , née le 22 mai 1972, est une joueuse professionnelle de squash représentant l'Allemagne. Elle atteint en 1994 la 46e place mondiale sur le circuit international, son meilleur classement. Elle est finaliste des championnats d'Allemagne à cinq reprises face à l'invincible Sabine Schöne championne d'Allemagne à 17 reprises, sans interruption de 1988 à 2004.

## Palmarès

### Finales
- Championnats d'Allemagne : 5 finales (1994, 1996-1998, 2000)
- Championnats d'Europe par équipes: 7 finales (1992, 1994, 1996-2000)
- Championnats du monde junior : 1991